# Cyathea thomsonii
Cyathea thomsonii är en ormbunkeart som beskrevs av Bak. Cyathea thomsonii ingår i släktet Cyathea och familjen Cyatheaceae. Inga underarter finns listade.